# Gelibolu (district)
Gelibolu is een Turks district in de provincie Çanakkale en telt 47.252 inwoners (2007). Het district heeft een oppervlakte van 825 km².
De bevolkingsontwikkeling van het district is weergegeven in onderstaande tabel.
| 1997   | 2000   | 2007   |
| ------ | ------ | ------ |
| 41.418 | 46.226 | 47.252 |